# ستامبد ريكوردز
ستامبد ريكوردز، هي شركة تسجيلات تأسست في 4 مارس 2016 من قبل منسق الموسيقى ومنتج الأغاني مارتن غاركس.